# 赫卡托巴恩神廟

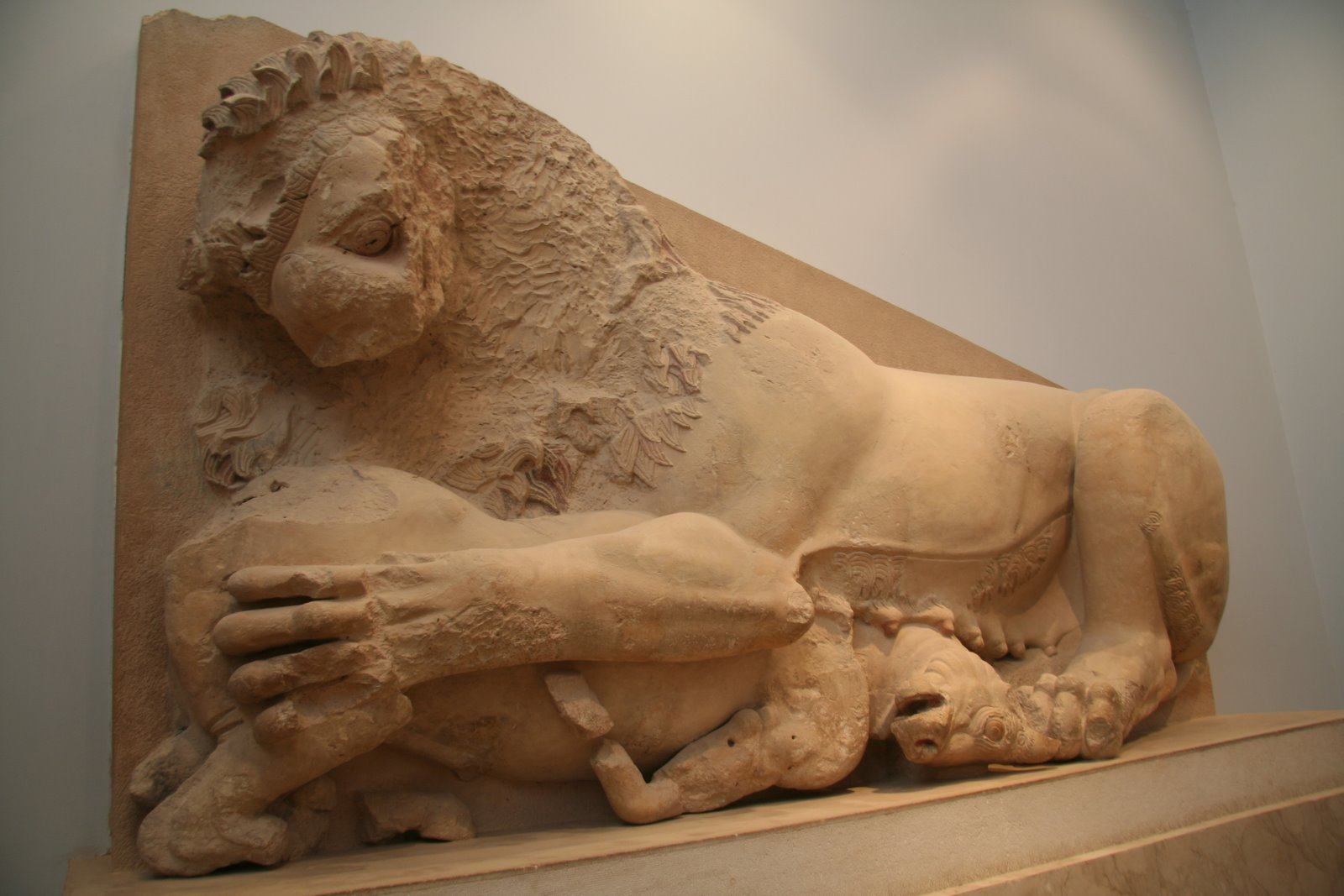

赫卡托巴恩神廟是一座古希臘神廟。這座神廟位於雅典衛城，原址上現建有帕德嫩神廟。

## 外部連結
- Greek thesaurus; the Hekatompedon temple （页面存档备份，存于）